# Catfish (documentaire)
Catfish is een Amerikaanse documentaire over een jongeman (Nev) die in een web van leugens gevangen wordt door Angela, een onbekende die via internet contact met hem zocht als haar dochters Abby en Megan. 
Na de ontmaskering blijkt dat Angela helemaal niet op haar profielfoto lijkt, dat de schilderijen van Abby eigenlijk door Angela zelf gemaakt worden, en dat Megan, waarmee Nev een ontluikende romantische relatie aan het opbouwen was, helemaal niet bestaat. Daarnaast heeft ze zo nog 15 nepprofielen.
Op het einde van de film wordt door de echtgenoot van Angela een verhaal verteld over Kabeljauw (codfish) die verscheept wordt naar China.
Om het vissenvlees gezond te houden, wordt in de vaten ook een Meerval (catfish) uitgezet. Deze roofvis houdt de andere vissen namelijk in beweging gedurende de lange reis. 
Slachtoffer Nev is na deze film op MTV een gelijknamige serie "Catfish: The TV Show" begonnen waarin andere bedrieglijke internetrelaties ontmaskerd worden.